# Francia en la Copa Mundial de Fútbol de 2014
La selección de fútbol de Francia fue una de las 32 selecciones que participó en la Copa Mundial de Fútbol de 2014. Esta fue su decimocuarta participación en mundiales y quinta consecutiva desde Francia 1998.

## Clasificación
Francia disputó las eliminatorias de la UEFA en el grupo I terminando en segundo lugar a tan solo 3 puntos del líder España lo que le significó jugar la repesca europea contra el segundo del grupo H. En esa instancia jugó contra Ucrania a partidos de ida y vuelta, perdió 2 - 0 en Kiev pero logró dar vuelta a la eliminatoria con una victoria por 3 - 0 en Saint-Denis obteniendo así la clasificación a Brasil 2014.

### Grupo I
| Equipo      | Pts | PJ | PG | PE | PP | GF | GC | Dif |
| ----------- | --- | -- | -- | -- | -- | -- | -- | --- |
| España      | 20  | 8  | 6  | 2  | 0  | 14 | 3  | 11  |
| Francia     | 17  | 8  | 5  | 2  | 1  | 15 | 6  | 9   |
| Finlandia   | 9   | 8  | 2  | 3  | 3  | 5  | 9  | -4  |
| Georgia     | 5   | 8  | 1  | 2  | 5  | 3  | 10 | -7  |
| Bielorrusia | 4   | 8  | 1  | 1  | 6  | 7  | 16 | -9  |

| Fecha                    | Lugar       |             |                        | Resultado |                        |             |
| ------------------------ | ----------- | ----------- | ---------------------- | --------- | ---------------------- | ----------- |
| 7 de septiembre de 2012  | Helsinki    | Finlandia   | Bandera de Finlandia   | 0:1 (0:1) | Bandera de Francia     | Francia     |
| 11 de septiembre de 2012 | Saint-Denis | Francia     | Bandera de Francia     | 3:1 (0:0) | Bandera de Bielorrusia | Bielorrusia |
| 16 de octubre de 2012    | Madrid      | España      | Bandera de España      | 1:1 (1:0) | Bandera de Francia     | Francia     |
| 22 de marzo de 2013      | Saint-Denis | Francia     | Bandera de Francia     | 3:1 (1:0) | Bandera de Georgia     | Georgia     |
| 26 de marzo de 2013      | Saint-Denis | Francia     | Bandera de Francia     | 0:1 (0:0) | Bandera de España      | España      |
| 6 de septiembre de 2013  | Tiflis      | Georgia     | Bandera de Georgia     | 0:0       | Bandera de Francia     | Francia     |
| 10 de septiembre de 2013 | Gómel       | Bielorrusia | Bandera de Bielorrusia | 2:4 (1:0) | Bandera de Francia     | Francia     |
| 15 de octubre de 2013    | Saint-Denis | Francia     | Bandera de Francia     | 3:0 (1:0) | Bandera de Finlandia   | Finlandia   |

### Repesca europea
| 15 de noviembre de 2013 | Ucrania                             | 2:0 (0:0) | Francia | Estadio Olímpico de Kiev, Kiev                           |                                                          |
|                         | Zozulya 61' · Yarmolenko 82' (pen.) | Reporte   |         | Asistencia: 67.732 espectadores Árbitro(s): Cuneyt Cakir | Asistencia: 67.732 espectadores Árbitro(s): Cuneyt Cakir |

| 19 de noviembre de 2013 | Francia                     | 3:0 (2:0) | Ucrania | Stade de France, Saint-Denis                              |                                                           |
|                         | Sakho 22' 72' · Benzema 34' | Reporte   |         | Asistencia: 77.098 espectadores Árbitro(s): Damir Skomina | Asistencia: 77.098 espectadores Árbitro(s): Damir Skomina |

### Goleadores
| Jugador           |   | PJ |
| ----------------- | - | -- |
| Franck Ribéry     | 5 | 10 |
| Mamadou Sakho     | 2 | 5  |
| Olivier Giroud    | 2 | 9  |
| Karim Benzema     | 2 | 9  |
| Abou Diaby        | 1 | 1  |
| Étienne Capoue    | 1 | 1  |
| Christophe Jallet | 1 | 3  |
| Samir Nasri       | 1 | 4  |
| Paul Pogba        | 1 | 6  |
| Mathieu Valbuena  | 1 | 10 |

## Partidos amistosos previos al torneo

### Campamento base
En diciembre de 2013, tras el sorteo de la fase final del mundial, el técnico de la selección francesa Didier Deschamps confirmó que la sede del campamento base de la selección durante la copa mundial será la ciudad de Ribeirão Preto en el estado de São Paulo. El entrenador afirmó que la localización geográfica fue un factor fundamental al momento de la elección de Ribeirão Preto. En un inicio Francia ya había elegido a la ciudad paulista como su sede, durante la gira que tuvo la selección en tierras sudamericanas en junio de 2013 Didier Deschamps y el presidente de la Federación Francesa de Fútbol, Noël Le Graët, visitaron el hotel y las canchas de entrenamientos aprobados por la FIFA.
La selección francesa se alojará en el Hotel JP y hará uso del estadio Estádio Santa Cruz, propiedad del Botafogo Club de Fútbol, como lugar de entrenamientos. El hotel está a 10 minutos de la cancha de entrenamiento y a 15 minutos del aeropuerto Leite Lopes.

### Amistosos previos
| 5 de marzo de 2014 | Francia                   | 2:0 (2:0) | Países Bajos | Stade de France, Saint-Denis, Francia                       |                                                             |
|                    | Benzema 32' · Matuidi 41' | Reporte   |              | Asistencia: 78,292 espectadores Árbitro(s): Martin Atkinson | Asistencia: 78,292 espectadores Árbitro(s): Martin Atkinson |

| 27 de mayo de 2014 | Francia                               | 4:0 (1:0) | Noruega | Stade de France, Saint-Denis, Francia                       |                                                             |
|                    | Pogba 15' · Giroud 51' 69' · Rémy 67' | Reporte   |         | Asistencia: 75,000 espectadores Árbitro(s): Padraigh Sutton | Asistencia: 75,000 espectadores Árbitro(s): Padraigh Sutton |

| 1 de junio de 2014 | Francia       | 1:1 (0:0) | Paraguay    | Allianz Riviera, Nice, Francia                                |                                                               |
|                    | Griezmann 82' | Reporte   | Cáceres 89' | Asistencia: 35,200 espectadores Árbitro(s): Carlos Clos Gómez | Asistencia: 35,200 espectadores Árbitro(s): Carlos Clos Gómez |

| 8 de junio de 2014 | Francia | 8:0 (6:0) | Jamaica | Stade Pierre-Mauroy, Villeneuve-d'Ascq, Francia |  |

## Lista de jugadores
El 13 de mayo de 2014, el entrenador de la selección francesa Didier Deschamps anunció la lista definitiva de 23 jugadores que representarán a Francia en la Copa Mundial de 2014, así mismo Deschamps elaboró una lista de 7 jugadores reservistas en caso de que algún jugador de los 23 convocados se lesione antes del inicio del mundial. La numeración de los jugadores fue confirmada por FIFA.
| #     | Nombre                | Posición         | Edad             | PJ Sel           | G                | Club                  |
| ----- | --------------------- | ---------------- | ---------------- | ---------------- | ---------------- | --------------------- |
| 1     | Hugo Lloris           | Portero          | 27               | -                | -                | Tottenham Hotspur     |
| 2     | Mathieu Debuchy       | Defensa          | 29               | -                | -                | Arsenal               |
| 3     | Patrice Evra          | Defensa          | 33               | -                | -                | Manchester United     |
| 4     | Raphaël Varane        | Defensa          | 22               | -                | -                | Real Madrid           |
| 5     | Mamadou Sakho         | Defensa          | 24               | -                | -                | Liverpool             |
| 6     | Yohan Cabaye          | Centrocampista   | 28               | -                | -                | Paris Saint-Germain   |
| 7     | Rémy Cabella2         | Delantero        | 24               | -                | -                | Montpellier           |
| 8     | Mathieu Valbuena      | Centrocampista   | 29               | -                | -                | Arsenal               |
| 9     | Olivier Giroud        | Delantero        | 27               | -                | -                | Arsenal               |
| 10    | Karim Benzema         | Delantero        | 26               | -                | -                | Real Madrid           |
| 11    | Antoine Griezmann     | Delantero        | 23               | -                | -                | Atlético de Madrid    |
| 12    | Rio Mavuba            | Centrocampista   | 30               | -                | -                | Lille                 |
| 13    | Adil Rami             | Defensa          | 23               | -                | -                | Olympique de Marsella |
| 14    | Blaise Matuidi        | Centrocampista   | 27               | -                | -                | Paris Saint-Germain   |
| 15    | Bacary Sagna          | Defensa          | 31               | -                | -                | Arsenal               |
| 16    | Stéphane Ruffier 1    | Portero          | 27               | -                | -                | Saint-Étienne         |
| 17    | Lucas Digne           | Defensa          | 21               | -                | -                | AS Roma               |
| 18    | Moussa Sissoko        | Defensa          | 24               | -                | -                | Newcastle United      |
| 19    | Paul Pogba            | Centrocampista   | 21               | -                | -                | Juventus              |
| 20    | Loïc Rémy             | Delantero        | 27               | -                | -                | Newcastle United      |
| 21    | Laurent Koscielny     | Centrocampista   | 28               | -                | -                | Arsenal               |
| 22    | Morgan Schneiderlin 3 | Centrocampista   | 24               | -                | -                | Southampton           |
| 23    | Mickaël Landreau      | Portero          | 35               | -                | -                | Bastia                |
| D. T. | Didier Deschamps      | Didier Deschamps | Didier Deschamps | Didier Deschamps | Didier Deschamps | Didier Deschamps      |

Los siguientes jugadores no integraron la nómina definitiva de 23 jugadores que asistirán al mundial, pero fueron incluidos en la lista provisional de 30 convocados que la Federación Francesa de Fútbol envió a la FIFA, Didier Deschamps los consideró como reservas ante una posible lesión de los 23 convocados. Steve Mandanda estaba incluido inicialmente en la lista de 23 pero tuvo que ser reemplazado debido a una lesión. Clément Grenier y Franck Ribéry también fueron desafectados de la nómina definitiva de 23 por lesiones y reemplazados por Morgan Schneiderlin y Rémy Cabella.
| Nombre              | Posición       | Edad | PJ Sel | G | Club                  |
| ------------------- | -------------- | ---- | ------ | - | --------------------- |
| Steve Mandanda1     | Portero        | 29   | -      | - | Olympique de Marsella |
| Benoît Trémoulinas  | Defensa        | 28   | -      | - | Saint-Etienne         |
| Loïc Perrin         | Defensa        | 28   | -      | - | Saint-Etienne         |
| Clément Grenier2    | Centrocampista | 23   | -      | - | Olympique de Lyon     |
| Maxime Gonalons     | Centrocampista | 25   | -      | - | Olympique de Lyon     |
| Franck Ribéry3      | Delantero      | 31   | -      | - | Bayern Múnich         |
| Alexandre Lacazette | Delantero      | 23   | -      | - | Olympique de Lyon     |

## Participación

### Grupo E
| Equipo   | Pts | PJ | PG | PE | PP | GF | GC | Dif |
| -------- | --- | -- | -- | -- | -- | -- | -- | --- |
| Francia  | 7   | 3  | 2  | 1  | 0  | 8  | 2  | 6   |
| Suiza    | 6   | 3  | 2  | 0  | 1  | 7  | 6  | 1   |
| Ecuador  | 4   | 3  | 1  | 1  | 1  | 4  | 6  | -2  |
| Honduras | 0   | 3  | 0  | 0  | 3  | 1  | 8  | -7  |

#### Francia - Honduras
| 15 de junio de 2014, 16:00 | Francia                                        | 3:0 (1:0) | Honduras | Estadio Beira-Rio, Porto Alegre                          |                                                          |
|                            | Benzema 44' (pen.) 71' · Valladares 47' (a.g.) | Reporte   |          | Asistencia: 43 012 espectadores Árbitro(s): Sandro Ricci | Asistencia: 43 012 espectadores Árbitro(s): Sandro Ricci |

|  | Bandera de Francia |  | Bandera de Honduras |  |
|  | ------------------ |  | ------------------- |  |

| Francia          |    |                   |        |     |
|                  |    |                   |        |     |
| POR              | 1  | Hugo Lloris       |        |     |
| DEF              | 2  | Mathieu Debuchy   |        |     |
| DEF              | 4  | Raphaël Varane    |        |     |
| DEF              | 5  | Mamadou Sakho     |        |     |
| DEF              | 3  | Patrice Evra      | 7'     |     |
| MED              | 19 | Paul Pogba        | 28'    | 57' |
| MED              | 6  | Yohan Cabaye      | 45'+2' | 65' |
| MED              | 14 | Blaise Matuidi    |        |     |
| DEL              | 8  | Mathieu Valbuena  |        | 78' |
| DEL              | 10 | Karim Benzema     |        |     |
| DEL              | 11 | Antoine Griezmann |        |     |
| Sustituciones:   |    |                   |        |     |
| MED              | 18 | Moussa Sissoko    |        | 57' |
| MED              | 12 | Rio Mavuba        |        | 65' |
| DEL              | 9  | Olivier Giroud    |        | 78' |
| Entrenador:      |    |                   |        |     |
| Didier Deschamps |    |                   |        |     |

| Honduras             |    |                  |         |         |
|                      |    |                  |         |         |
| POR                  | 18 | Noel Valladares  |         |         |
| DEF                  | 21 | Brayan Beckeles  |         |         |
| DEF                  | 5  | Víctor Bernárdez |         | 46'(ET) |
| DEF                  | 3  | Maynor Figueroa  |         |         |
| DEF                  | 7  | Emilio Izaguirre |         |         |
| MED                  | 17 | Andy Najar       |         | 58'     |
| MED                  | 19 | Luis Garrido     |         |         |
| MED                  | 8  | Wilson Palacios  | 28' 43' |         |
| MED                  | 15 | Roger Espinoza   |         |         |
| DEL                  | 11 | Jerry Bengtson   |         | 46'(ET) |
| DEL                  | 13 | Carlo Costly     |         |         |
| Sustituciones:       |    |                  |         |         |
| MED                  | 14 | Boniek García    | 53'     | 46'(ET) |
| DEF                  | 2  | Osman Chávez     |         | 46'(ET) |
| MED                  | 20 | Jorge Claros     |         | 58'     |
| Entrenador:          |    |                  |         |         |
| Luis Fernando Suárez |    |                  |         |         |

| Árbitros asistentes: Emerson De Carvalho Marcelo Van Gasse Cuarto oficial: Peter O'Leary Árbitro asistente de reserva: Jan-Hendrik Hintz |

#### Suiza - Francia
| 20 de junio de 2014, 16:00 | Suiza                    | 2:5 (0:3) | Francia                                                             | Arena Fonte Nova, Salvador de Bahía                       |                                                           |
|                            | Džemaili 80' · Xhaka 86' | Reporte   | Giroud 16' · Matuidi 17' · Valbuena 39' · Benzema 66' · Sissoko 72' | Asistencia: 51 003 espectadores Árbitro(s): Björn Kuipers | Asistencia: 51 003 espectadores Árbitro(s): Björn Kuipers |

|  | Bandera de Suiza |  | Bandera de Francia |  |
|  | ---------------- |  | ------------------ |  |

| Suiza           |    |                      |  |         |
|                 |    |                      |  |         |
| POR             | 1  | Diego Benaglio       |  |         |
| DEF             | 2  | Stephan Lichtsteiner |  |         |
| DEF             | 20 | Johan Djourou        |  |         |
| DEF             | 5  | Steve Von Bergen     |  | 9'      |
| DEF             | 13 | Ricardo Rodríguez    |  |         |
| MED             | 11 | Valon Behrami        |  | 46'(ET) |
| MED             | 8  | Gökhan İnler         |  |         |
| MED             | 23 | Xherdan Shaqiri      |  |         |
| MED             | 10 | Granit Xhaka         |  |         |
| MED             | 18 | Admir Mehmedi        |  |         |
| DEL             | 9  | Haris Seferović      |  | 69'     |
| Sustituciones:  |    |                      |  |         |
| DEF             | 4  | Philippe Senderos    |  | 9'      |
| MED             | 15 | Blerim Džemaili      |  | 46'(ET) |
| DEL             | 19 | Josip Drmić          |  | 69'     |
| Entrenador:     |    |                      |  |         |
| Ottmar Hitzfeld |    |                      |  |         |

| Francia          |    |                   |     |     |
|                  |    |                   |     |     |
| POR              | 1  | Hugo Lloris       |     |     |
| DEF              | 2  | Mathieu Debuchy   |     |     |
| DEF              | 4  | Raphaël Varane    |     |     |
| DEF              | 5  | Mamadou Sakho     |     | 66' |
| DEF              | 3  | Patrice Evra      |     |     |
| MED              | 18 | Moussa Sissoko    |     |     |
| MED              | 6  | Yohan Cabaye      | 88' |     |
| MED              | 14 | Blaise Matuidi    |     |     |
| DEL              | 8  | Mathieu Valbuena  |     | 82' |
| DEL              | 9  | Olivier Giroud    |     | 63' |
| DEL              | 10 | Karim Benzema     |     |     |
| Sustituciones:   |    |                   |     |     |
| MED              | 19 | Paul Pogba        |     | 63' |
| DEF              | 21 | Laurent Koscielny |     | 66' |
| DEL              | 11 | Antoine Griezmann |     | 82' |
| Entrenador:      |    |                   |     |     |
| Didier Deschamps |    |                   |     |     |

| Árbitros asistentes: Sander van Roekel Erwin Zeinstra Cuarto oficial: Svein Oddvar Moen Árbitro asistente de reserva: Kim Haglund |

#### Ecuador - Francia
| 25 de junio de 2014, 17:00 | Ecuador | 0:0     | Francia | Estadio Maracanã, Río de Janeiro                            |                                                             |
|                            |         | Reporte |         | Asistencia: 73 749 espectadores Árbitro(s): Noumandiez Doue | Asistencia: 73 749 espectadores Árbitro(s): Noumandiez Doue |

|  | Bandera de Ecuador |  | Bandera de Francia |  |
|  | ------------------ |  | ------------------ |  |

| Ecuador        |    |                     |     |     |
|                |    |                     |     |     |
| POR            | 22 | Alexander Domínguez |     |     |
| DEF            | 4  | Juan Carlos Paredes |     |     |
| DEF            | 2  | Jorge Guagua        |     |     |
| DEF            | 3  | Frickson Erazo      | 83' |     |
| DEF            | 10 | Walter Ayoví        |     |     |
| MED            | 16 | Antonio Valencia    | 50' |     |
| MED            | 14 | Oswaldo Minda       |     |     |
| MED            | 6  | Christian Noboa     |     | 89' |
| MED            | 7  | Jefferson Montero   |     | 63' |
| MED            | 11 | Michael Arroyo      |     | 82' |
| DEL            | 13 | Enner Valencia      |     |     |
| Sustituciones: |    |                     |     |     |
| MED            | 5  | Renato Ibarra       |     | 63' |
| DEF            | 21 | Gabriel Achilier    |     | 82' |
| DEL            | 11 | Felipe Caicedo      |     | 89' |
| Entrenador:    |    |                     |     |     |
| Reinaldo Rueda |    |                     |     |     |

| Francia          |    |                     |  |     |
|                  |    |                     |  |     |
| POR              | 1  | Hugo Lloris         |  |     |
| DEF              | 15 | Bacary Sagna        |  |     |
| DEF              | 21 | Laurent Koscielny   |  |     |
| DEF              | 5  | Mamadou Sakho       |  | 61' |
| DEF              | 17 | Lucas Digne         |  |     |
| MED              | 19 | Paul Pogba          |  |     |
| MED              | 22 | Morgan Schneiderlin |  |     |
| MED              | 14 | Blaise Matuidi      |  | 67' |
| DEL              | 18 | Moussa Sissoko      |  |     |
| DEL              | 10 | Karim Benzema       |  |     |
| DEL              | 11 | Antoine Griezmann   |  | 79' |
| Sustituciones:   |    |                     |  |     |
| DEF              | 4  | Raphaël Varane      |  | 61' |
| DEL              | 9  | Olivier Giroud      |  | 67' |
| DEL              | 20 | Loïc Rémy           |  | 79' |
| Entrenador:      |    |                     |  |     |
| Didier Deschamps |    |                     |  |     |

| Árbitros asistentes: Songuifolo Yeo Jean Claude Birumushahu Cuarto oficial: Björn Kuipers Árbitro asistente de reserva: Sander van Roekel |

### Octavos de final

#### Francia - Nigeria
| 30 de junio de 2014, 13:00 | Francia                        | 2:0 (0:0) | Nigeria | Estadio Nacional, Brasilia                              |                                                         |
|                            | Pogba 78' · Yobo 90'+1' (a.g.) | Reporte   |         | Asistencia: 67 882 espectadores Árbitro(s): Mark Geiger | Asistencia: 67 882 espectadores Árbitro(s): Mark Geiger |

|  | Bandera de Francia |  | Bandera de Nigeria |  |
|  | ------------------ |  | ------------------ |  |

| Francia          |    |                   |     |        |
|                  |    |                   |     |        |
| POR              | 1  | Hugo Lloris       |     |        |
| DEF              | 2  | Mathieu Debuchy   |     |        |
| DEF              | 4  | Raphaël Varane    |     |        |
| DEF              | 21 | Laurent Koscielny |     |        |
| DEF              | 3  | Patrice Evra      |     |        |
| MED              | 19 | Paul Pogba        |     |        |
| MED              | 6  | Yohan Cabaye      |     |        |
| MED              | 14 | Blaise Matuidi    | 54' |        |
| DEL              | 8  | Mathieu Valbuena  |     | 90'+4' |
| DEL              | 9  | Olivier Giroud    |     | 62'    |
| DEL              | 10 | Karim Benzema     |     |        |
| Sustituciones:   |    |                   |     |        |
| DEL              | 11 | Antoine Griezmann |     | 62'    |
| MED              | 18 | Moussa Sissoko    |     | 90'+4' |
|                  |    |                   |     |        |
| Entrenador:      |    |                   |     |        |
| Didier Deschamps |    |                   |     |        |

| Nigeria        |    |                  |  |     |
|                |    |                  |  |     |
| POR            | 1  | Vincent Enyeama  |  |     |
| DEF            | 5  | Efe Ambrose      |  |     |
| DEF            | 2  | Joseph Yobo      |  |     |
| DEF            | 22 | Kenneth Omeruo   |  |     |
| DEF            | 13 | Juwon Oshaniwa   |  |     |
| MED            | 17 | Ogenyi Onazi     |  | 59' |
| MED            | 10 | John Obi Mikel   |  |     |
| MED            | 11 | Victor Moses     |  | 89' |
| DEL            | 8  | Peter Odemwingie |  |     |
| DEL            | 9  | Emmanuel Emenike |  |     |
| DEL            | 7  | Ahmed Musa       |  |     |
| Sustituciones: |    |                  |  |     |
| MED            | 4  | Reuben Gabriel   |  | 59' |
| DEL            | 19 | Uche Nwofor      |  | 89' |
|                |    |                  |  |     |
| Entrenador:    |    |                  |  |     |
| Stephen Keshi  |    |                  |  |     |

| Árbitros asistentes: Sean Hurd Joe Fletcher Cuarto oficial: Alireza Faghani Árbitro asistente de reserva: Hassan Kamranifar |

### Cuartos de final

#### Francia - Alemania
| 4 de julio de 2014, 13:00 | Francia | 0:1 (0:1) | Alemania    | Estadio Maracaná, Río de Janeiro                          |                                                           |
|                           |         | Reporte   | Hummels 12' | Asistencia: 74 240 espectadores Árbitro(s): Néstor Pitana | Asistencia: 74 240 espectadores Árbitro(s): Néstor Pitana |

|  | Bandera de Francia |  | Bandera de Alemania |  |
|  | ------------------ |  | ------------------- |  |

| FRANCIA          |    |                   |  |     |
|                  |    |                   |  |     |
| POR              | 1  | Hugo Lloris       |  |     |
| DEF              | 2  | Mathieu Debuchy   |  |     |
| DEF              | 4  | Raphaël Varane    |  |     |
| DEF              | 5  | Mamadou Sakho     |  | 72' |
| DEF              | 3  | Patrice Evra      |  |     |
| MED              | 19 | Paul Pogba        |  |     |
| MED              | 6  | Yohan Cabaye      |  | 73' |
| MED              | 14 | Blaise Matuidi    |  |     |
| DEL              | 8  | Mathieu Valbuena  |  | 85' |
| DEL              | 10 | Karim Benzema     |  |     |
| DEL              | 11 | Antoine Griezmann |  |     |
| Sustituciones:   |    |                   |  |     |
| DEF              | 21 | Laurent Koscielny |  | 72' |
| DEL              | 20 | Loïc Rémy         |  | 73' |
| DEL              | 9  | Olivier Giroud    |  | 85' |
| Entrenador:      |    |                   |  |     |
| Didier Deschamps |    |                   |  |     |

| ALEMANIA       |    |                        |     |        |
|                |    |                        |     |        |
| POR            | 1  | Manuel Neuer           |     |        |
| DEF            | 16 | Philipp Lahm           |     |        |
| DEF            | 20 | Jérôme Boateng         |     |        |
| DEF            | 5  | Mats Hummels           |     |        |
| DEF            | 4  | Benedikt Höwedes       |     |        |
| MED            | 6  | Sami Khedira           | 54' |        |
| MED            | 7  | Bastian Schweinsteiger | 80' |        |
| MED            | 18 | Toni Kroos             |     | 90'+2' |
| DEL            | 13 | Thomas Müller          |     |        |
| DEL            | 11 | Miroslav Klose         |     | 69'    |
| DEL            | 8  | Mesut Özil             |     | 83'    |
| Sustituciones: |    |                        |     |        |
| MED            | 9  | André Schürrle         |     | 69'    |
| MED            | 19 | Mario Götze            |     | 83'    |
| MED            | 23 | Christoph Kramer       |     | 90'+2' |
| Entrenador:    |    |                        |     |        |
| Joachim Löw    |    |                        |     |        |

| Árbitros asistentes: Hernán Maidana Juan Pablo Belatti Cuarto oficial: Jonas Eriksson Árbitro asistente de reserva: Mathias Klasenius |

## Estadísticas

### Participación de jugadores
| #  | Pos        | Jugador          | PJ (T/S) |     |    | Atajos |   |   |   |
| -- | ---------- | ---------------- | -------- | --- | -- | ------ | - | - | - |
| 1  | Guardameta | Hugo Lloris      | 5 (0)    | 270 | -3 | 0      | 0 | 0 | 0 |
| 16 | Guardameta | Stéphane Ruffier | 0        | 0   | 0  | 0      | 0 | 0 | 0 |
| 23 | Guardameta | Mickaël Landreau | 0        | 0   | 0  | 0      | 0 | 0 | 0 |

| #  | Pos            | Jugador             | PJ (T/S) |     | (P)   |   |   |   |   |
| -- | -------------- | ------------------- | -------- | --- | ----- | - | - | - | - |
| 2  | Defensa        | Mathieu Debuchy     | 2        | 180 | 0     | 0 | 0 | 0 | 0 |
| 3  | Defensa        | Patrice Evra        | 3        | 270 | 0     | 0 | 1 | 0 | 0 |
| 4  | Defensa        | Raphaël Varane      | 3        | 209 | 0     | 0 | 0 | 0 | 0 |
| 5  | Defensa        | Mamadou Sakho       | 3        | 217 | 0     | 0 | 0 | 0 | 0 |
| 6  | Centrocampista | Yohan Cabaye        | 2        | 155 | 0     | 0 | 2 | 0 | 0 |
| 7  | Delantero      | Rémy Cabella        | 0        | 0   | 0     | 0 | 0 | 0 | 0 |
| 8  | Centrocampista | Mathieu Valbuena    | 2        | 160 | 1     | 0 | 0 | 0 | 0 |
| 9  | Delantero      | Olivier Giroud      | 3        | 98  | 1     | 0 | 0 | 0 | 0 |
| 10 | Delantero      | Karim Benzema       | 3        | 270 | 3 (1) | 0 | 0 | 0 | 0 |
| 11 | Delantero      | Antoine Griezmann   | 3        | 177 | 0     | 0 | 0 | 0 | 0 |
| 12 | Centrocampista | Rio Mavuba          | 1        | 25  | 0     | 0 | 0 | 0 | 0 |
| 13 | Defensa        | Eliaquim Mangala    | 0        | 0   | 0     | 0 | 0 | 0 | 0 |
| 14 | Centrocampista | Blaise Matuidi      | 3        | 247 | 1     | 0 | 0 | 0 | 0 |
| 15 | Defensa        | Bacary Sagna        | 1        | 90  | 0     | 0 | 0 | 0 | 0 |
| 17 | Defensa        | Lucas Digne         | 1        | 90  | 0     | 0 | 0 | 0 | 0 |
| 18 | Centrocampista | Moussa Sissoko      | 3        | 213 | 1     | 0 | 0 | 0 | 0 |
| 19 | Centrocampista | Paul Pogba          | 3        | 174 | 1     | 0 | 1 | 0 | 0 |
| 20 | Delantero      | Loïc Rémy           | 1        | 11  | 0     | 0 | 0 | 0 | 0 |
| 21 | Defensa        | Laurent Koscielny   | 2        | 113 | 0     | 0 | 0 | 0 | 0 |
| 22 | Centrocampista | Morgan Schneiderlin | 1        | 90  | 0     | 0 | 0 | 0 | 0 |